# I’m Still Livin’
'I’m Still Livin’ – dziesiąty studyjny album amerykańskiego rapera Z-Ro. 
Za wersję Chopped & Screwed albumu, wydaną 21 listopada 2006 roku, odpowiedzialny jest Paul Wall.

## Lista utworów
| #  | Tytuł                            | Producent   | Gościnnie       | Czas |
| -- | -------------------------------- | ----------- | --------------- | ---- |
| 01 | "City Streets"                   | Mike Dean   |                 | 5:27 |
| 02 | "Continue 2 Roll"                | Mike Dean   | Tanya Herron    | 3:33 |
| 03 | "T.H.U.G. (True Hero Under God)" | Mike Dean   |                 | 3:44 |
| 04 | "One Deep"                       | Mike Dean   |                 | 4:22 |
| 05 | "M16"                            | Enigma      | Trae & P.O.P.   | 4:32 |
| 06 | "Remember Me"                    | Z-Ro        | Bun B & P.O.P.  | 4:12 |
| 07 | "Keep On"                        | Mike Dean   |                 | 3:49 |
| 08 | "What's Going On?"               | Enigma      |                 | 3:38 |
| 09 | "Let The Truth Be Told"          | Mr. Lee     | Lil Keke        | 3:48 |
| 10 | "Man Cry"                        | Mike Dean   |                 | 4:30 |
| 11 | "No More Pain"                   | Bigg Tyme   |                 | 3:24 |
| 12 | "Still Livin'"                   | Z-Ro        | Trae & Big Hawk | 3:57 |
| 13 | "Homie, Lover, Friend"           | Mike Dean   |                 | 3:56 |
| 14 | "Love Ain't Live"                | Dani Kartel |                 | 4:05 |
| 15 | "Battlefield"                    | Mike Dean   | Tanya Herron    | 4:20 |